# Норовлин
Норовлин (монг.: Норовлин) — сомон аймаку Хентій, Монголія. Площа 5,4 тис. км², населення 2,9 тис. Центр сомону селище Улз лежить за 540 км від Улан-Батора, за 200 км від міста Ундерхаан.

## Рельєф
Невисокі гори та степ — найвища точка — 1551 м. Ріки Онон, Улз.

## Клімат
Клімат різко континентальний. Щорічні опади 200—300 мм, середня температура січня −21°−23°С, середня температура липня +18+20°С.

## Природа
Водяться лисиці, вовки, тарбагани, олені, манули, зайці, різні птахи.

## Корисні копалини
Є прояви свинцю, шпату, хімічної та будвельної сировини.

## Сільське господарство
Вирощують овочі, заготовляють сіно.

## Соціальна сфера
Є школа, лікарня, сфера обслуговування, деревообробне підприємсто.